# Stipulation
Die Stipulation (lat. stipulatio = förmliches Versprechenlassen, auch „Stipulierung“) gehörte zu den ältesten Formalgeschäften der Römer. Die Stipulation war ein Rechtsgeschäft, das den sogenannten Verbalkontrakten (lat.: obligatio verbis contracta) zuzuordnen ist. Sie bestand aus einem mündlichen Schuldversprechen, das von einem besonderen Formzwang bei der übereinstimmenden Frage und Antwort der Parteien über die unter ihnen ausgehandelte Leistung geprägt war.
Das sakrale, eidgebundene Rechtsgeschäft war klagbar und in seiner Urform höchstpersönlich, mithin nicht vererbbar. Zumeist lag der Stipulation ein anderes Kausalgeschäft zugrunde, das es mit einer eigenständigen Anspruchsgrundlage zu besichern galt, weshalb ihm stets bürgschaftsähnlicher Charakter eigen war. Voraussetzung der Stipulation war stets, dass der geschäftserhebliche Leistungsgegenstand auch existierte.

## Beschreibung
Die Stipulation war ein Formalgeschäft und der am häufigsten im römischen Geschäftsleben auftretende Schuldvertrag, was damit zusammenhing, dass er keinen spezifischen Geschäftszweck erforderte. Sie wurde dem ius civile zugeordnet, entstammte bereits dem archaischen altrömischen Recht. Mit der Stipulation wurde eine einseitige Verpflichtung begründet und soll die Begründung von Forderungen durch das noch ältere Geschäft des nexum abgelöst haben.
Beim Verbalkontrakt der Stipulation formulierte eine der am Geschäft beteiligten Parteien mündlich eine formelhafte Frage, etwa: „Gelobst du, mir 1000 zu geben?“ (lat.: HS M mihi dari spondesne?). Die Frage stellte der stipulator, der Versprechensempfänger. Der Versprechende, der promissor, übernahm das Verb des Fragesatzes in eine bejahende Antwort: „Ich gelobe es!“ (lat.: Spondeo!). Da die Antwort unmittelbar nach der Frage erfolgen musste,(„unitas actus“) war die gleichzeitige Anwesenheit beider Parteien am selben Ort Voraussetzung.
Inhaltlich konnte bei der Stipulation die Vornahme einer Handlung sein oder die Leistung einer Geldsumme. Je nach Inhalt der Stipulation stand dem Gläubiger bei Leistungsstörungen die Klage auf eine bestimmte Geldsumme (actio certae creditae pecuniae, bei Versprechen einer bestimmten Geldsumme), die Ansagungsklage (condictio, bei Versprechen einer (anderen) bestimmten Sache) oder die Klage aus Stipulation (actio ex stipulatu, bei Versprechen eines nicht konkretisierten incertum) auf das Interesse an der Erfüllung durch den Schuldner zu.

### Herkunft und Entwicklung
Ursprünglich war die Stipulation römischen Bürgern vorbehalten. Begrifflich war das Geschäft an das Verb spondere gekoppelt, sodass sponsio Synonym für die Stipulation war. Sponsio verweist auf die Verwandtschaft mit der sakralen Eidesleistung, so dass dem gesprochenen Wort mehr Wirk- als Schutzform beizumessen ist. Die Sanktionen bei Leistungsstörungen werden ebenfalls einen sakral-eidlichen Aufwand mit sich gebracht haben. Wortbedeutung und Ursprung der Stipulation selbst sind unklar. Nach den auf den spätantiken Kaiser Justinian zurückgehenden Institutiones Iustiniani leitet sich stipulatio von einem sonst nicht bezeugten Wort stipulus (= fest) ab, das mit stipes (= Stamm, Stock, Pfahl) zusammenhängen soll.
Über die Verwendung eines Stabs im Stipulationsritual wurde zwar spekuliert, aber auf eine Ableitung von stipula (Halm, Splitter) weist nichts hin. Moderne Ansichten leiten die Entstehung aus einem promissorischen Eid beziehungsweise aus der Bürgenstellung her. Vielleicht beruht die Undurchsichtigkeit ihrer Vorgeschichte gerade auf der Tatsache, dass die Stipulation früh, nämlich bereits im frührepublikanischen Legisaktionenverfahren, seine große Bedeutung für das Rechtsleben erfahren hatte und in längst abgeschliffener Gestalt in unser heutiges Bewusstsein getreten ist. Das älteste Formular war die sponsio, bei der die Stichwörter spondesne und spondeo lauteten. Jünger sind andere Formulare, die auch den Peregrinen, den Nichtbürgern, zugänglich waren. Seit etwa dem Beginn des dritten Jahrhunderts n. Chr. verzichtete man dann auch auf den Gleichlauf der Stichworte, seit unter Kaiser Leo 472 schließlich jede formlose mündliche Vereinbarung unter Anwesenden die Wirkung einer Stipulation hatte.

### Stipulation im Formularprozess
Anfänglich konnte die Stipulation vermutlich nur eine fest bestimmte Leistung (ein certum) zum Gegenstand haben. Die Klage daraus war eine condictio oder auch eine actio certae creditae pecuniae, sofern es sich um Geld handelte. Die Formel dieser Klage lautete: Titius iudex esto. si paret N ͫ N ͫ A° A° HSX milia dare oportere, iudex N ͫ N ͫ  A° A° HS X milia condemnato. si non paret absolvito. Auf ein certum geht auch die sogenannte condictio triticaria. Da die Formel jedoch im Anspruchsteil der Formel (intentio): si paret...oportere, nicht auf Geld, sondern auf Weizen lautete, musste der Richter in der Verurteilung (condemnatio) der Formel angewiesen werden, den Geldwert des nicht auf Geld lautenden Anspruchs für die Geldverurteilung zu schätzen (taxatio), weil er den Beklagten nur auf Geld verurteilen durfte. Hatte man aber einmal diese Freiheit des Richters anerkannt. „quanti ea res erit“ (wie viel diese Sache wert sein wird) zu schätzen, konnte man ohne weiteres auch Stipulationen anerkennen, die von vornherein auf eine nicht bestimmte Leistung (incertum) lauteten. Hier wurde der Richter in der Formel der actio ex stipulatu angewiesen, den Beklagten auf den Geldwert der Leistungspflicht, die in der intentio mit „quidquid darefacere oportet“ eingefügt wurde, zu verurteilen. Folgerichtig konnte dann jedweder Leistungsinhalt zum Inhalt einer Stipulation gemacht werden, sei es ein dare, facere, oder praestare.

### Stipulationsurkunden
Schon in republikanischer Zeit war es üblich geworden, über den Abschluss der Stipulation eine Urkunde (cautio) auszustellen. Dies lag nahe, weil die Hinzuziehung von Zeugen nicht geregelt und damit erforderlich war, das insoweit unbezeugte Geschäft ohne entsprechende Urkunde aber unbewiesen bleiben musste. Eine solche Stipulationsurkunde war aber – aus dem Blickwinkel des vorklassischen wie klassischen römischen Rechts – stets nur eine private Beweisurkunde. Dies galt auch für den Fall, dass die Parteien, wie es häufig vorkam, eine Vertragsurkunde anderer Art, etwa die Urkunde über einen Kaufvertrag, im Bestreben, sich gegen irgendwelche Unwirksamkeitsgründe zu sichern, mit der abschließenden Klausel versehen hatten, dass der gesamte Vertragsinhalt durch Stipulation versprochen sei. Mit der Constitutio Antoniniana des Jahres 212 n. Chr., überlagerte die griechische Urkundensitte die Stipulationsklausel zum Zwecke der Anpassung an die Erfordernisse des römischen Rechts. Griechische Urkunden aller Art enthielten fortan die Wendung: „auf Befragen hat er (der sich Verpflichtende) es zugestanden“.
Nach überwiegender Ansicht entfiel in der Spätzeit unter dem Einfluss griechischer Vorstellungen aber auch das Erfordernis der Mündlichkeit. Schon seit Ausgang der klassischen Zeit soll die Praxis dazu geneigt haben, über solche Mängel hinwegzusehen. Damit war das Erfordernis der Mündlichkeit preisgegeben und die verpflichtende Kraft der Urkunde im Sinne der hellenistischen Rechtsauffassung anerkannt. Erst Justinian hatte in der Spätantike auf das klassische Recht zurückbesonnen (Alfons Bürge und Ulrike Babusiaux). Wie die Beispiele des Gaius 4, 53–53d zeigen, bestimme die Stipulation die Fassung der Klage. Die Vertragspartner traten so bereits bei Vertragsschluss auch in der Rolle als Prozessparteien auf. Das ist eine durchaus einleuchtende Überlegung zur Beweiswürdigung, die nicht als starre Beweisregel, geschweige denn als materiellrechtlicher Ersatz im Sinne eines Abrückens von den tradierten Formvorschriften und Gültigkeitserfordernissen gelesen werden darf. Weil die Beweisurkunden in diesem Punkt naturgemäß nicht aussagekräftig sind, verwischen sich aus heutiger Sicht oft die Spuren. Erst für die Zeiten der Westgoten wird die Urkunde selbst als verpflichtend angesehen, doch da lässt sich nicht mehr vom römischen Recht sprechen.

### Verwendung
Die Stipulation verdankte ihre praktische Bedeutung ihrer vielseitigen Verwendbarkeit. Sie konnte jeden beliebigen Inhalt aufnehmen, sofern er nur überhaupt gesetzlich zulässig war. Da die actio aus der Stipulation als solcher erhoben wurde, kam es auf den numerus clausus der klagbaren Ansprüche nicht an und bedeutete somit eine weitgehende Vertragsfreiheit. Als streng einseitig verbindliches Geschäft konnte sie freilich einer wechselseitigen Verbindlichkeit wie dem Kauf nur in der Weise dienstbar gemacht werden, dass man eine Waren- und eine Preisstipulation wechselseitig mit Hilfe des Instrumentes der Bedingung inhaltlich miteinander verband. In der Praxis erscheint die Stipulation bei Mengenkäufen des Großhandels (das römische Recht kannte den Gattungskauf nicht). Dieser fand wie der ganze Fern- und Distanzhandel in Stipulationsform statt. Sie wurde außerdem bei Geschäftsdarlehen, Schenkungsversprechen, Erneuerung (Novation) schon bestehender Verpflichtungen, Bürgschaften und schließlich bei den zahlreichen cautiones des Privat- und Prozessrechts verwenden. Cautio ist auch eine Garantie in Stipulationsform: Der Usufruktuar garantierte dem Eigentümer einwandfreie Nutzung und Rückgabe der zu nützenden Sache (cautio usufructuaria); der Bauherr garantierte seinem Nachbarn Schadensfreiheit (cautio damni infecti); der Ehemann garantierte dem Besteller der dos die Rückgabe bei Scheidung (cautio rei uxoriae); der im Prozess durch einen anderen vertretene Schuldner garantierte, dass das Urteil erfüllt werde (cautio iudicatum solvi), wie auch die Garantie des Verkäufers gegenüber dem Käufer für den ungestörten Gebrauch der verkauften Sache (stipulatio duplae). Oft wurden in den cautiones bereits bestehende Verpflichtungen förmlich bekräftigt, um eine Bürgschaft in Form der sponsio oder fideipromissio anschließen zu können (da zunächst nur Stipulationsverpflichtungen durch Bürgschaft gesichert werden konnten). Mit der Garantie war zumeist ein Geldzahlungsversprechen für den Fall der Nichteinhaltung verbunden. Ging diese Geldzahlung über das Interesse des Gläubigers an der Einhaltung der Garantie hinaus (z. B. auf das duplum), so spricht man modern von einer Vertragsstrafe. So erstreckte sich die Stipulation über das ganze Gebiet des Privatrechts; sie bildete einen unentbehrlichen Regulator des römischen Rechtsverkehrs.
Die Stipulation war als abstraktes Versprechen wirksam, sie konnte aber auch den Schuldgrund angeben und sich insbesondere auf den Inhalt eines anderen Vertrags beziehen (akzessorische Stipulation).
Die condictio nannte einzig die eingeklagte Summe. Folglich konnte mit der condictio aus der abstrakten Stipulation geklagt werden, auch wenn der Rechtsgrund oder der Leistungszweck gar nicht bestand, weil nur die eingeklagte Summe genannt war. Die Abstraktion hinderte aber den Rückgriff auf die causa (titulus) nicht gänzlich. Der Prätor gewährte schon frühzeitig eine exceptio doli. Dies wirkte sich in der Verteilung der Beweislast im Prozess aus: Bei der abstrakten Stipulation musste der aus ihr Beklagte, um den Anspruch des Klägers aus der stipulatio erfolgreich abzuwehren, den Zusammenhang mit einer bestimmten causa und deren Mangel beweisen. Bei der titulierten Stipulation musste der Kläger außer der Stipulation selbst auch noch deren richtige causa beweisen. Zu beachten ist, dass der prätorische Schutz nur bei der abstrakten Stipulation nötig war. Dagegen war die titulierte Stipulation bei Nichtigkeit des Rechtsgrundes ipso iure unwirksam.

## Digesten
In den Digesten ist das 45. Buch den Stipulationen gewidmet. (De verborum obligationibus; De duobus reis constituendis; De stipulatione servorum)

## Mittelalter und Neuzeit
Die Spuren der Stipulation finden sich über die ganze Breite des modernen Zivilrechts, so sind sie besonders im Vertragsrecht dicht gestreut. So entspricht das abstrakte Schuldversprechen (§ 780 BGB) der abstrakten Stipulation oder der Novationstipulation, wobei das Sprechen durch die Schrift ersetzt wurde. So wird auch noch ein unwirksames Schuldversprechen über das Kondiktionsrecht rückabgewickelt, da vorrangiges Vertragsrecht nicht greift. So ist beispielsweise die Trennung von Angebot und Annahme im Vertragsrecht der deutschsprachigen Kodifikationen oder die Maßgabe, dass die Annahme dem Antrag genau entsprechen muss, soll sie nicht wiederum als bloßer Antrag gelten, jeweils eine Frucht der Auseinandersetzung mit der Stipulation.